# Târnova (Arad)

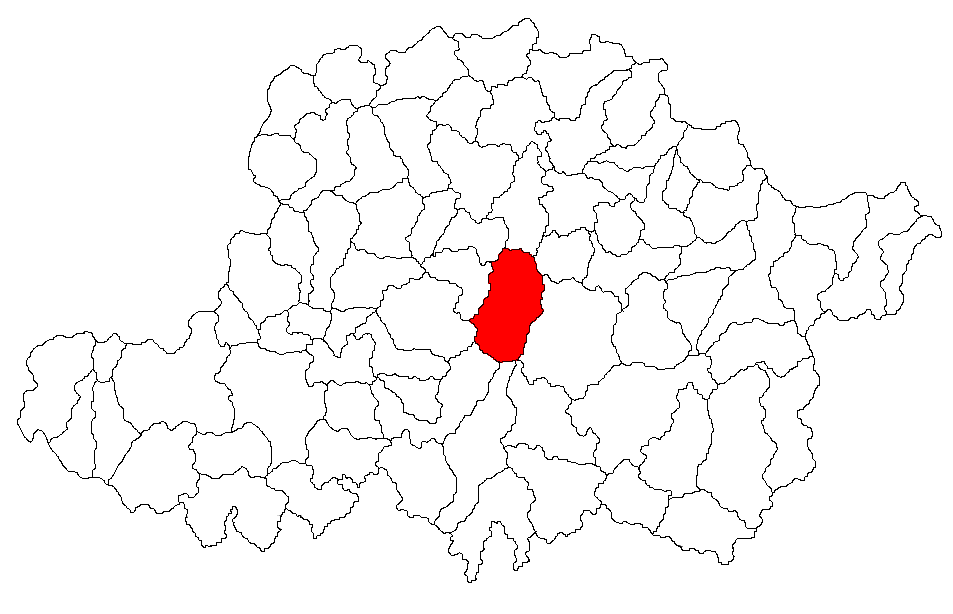
Lage der Gemeinde Târnova im Kreis Arad

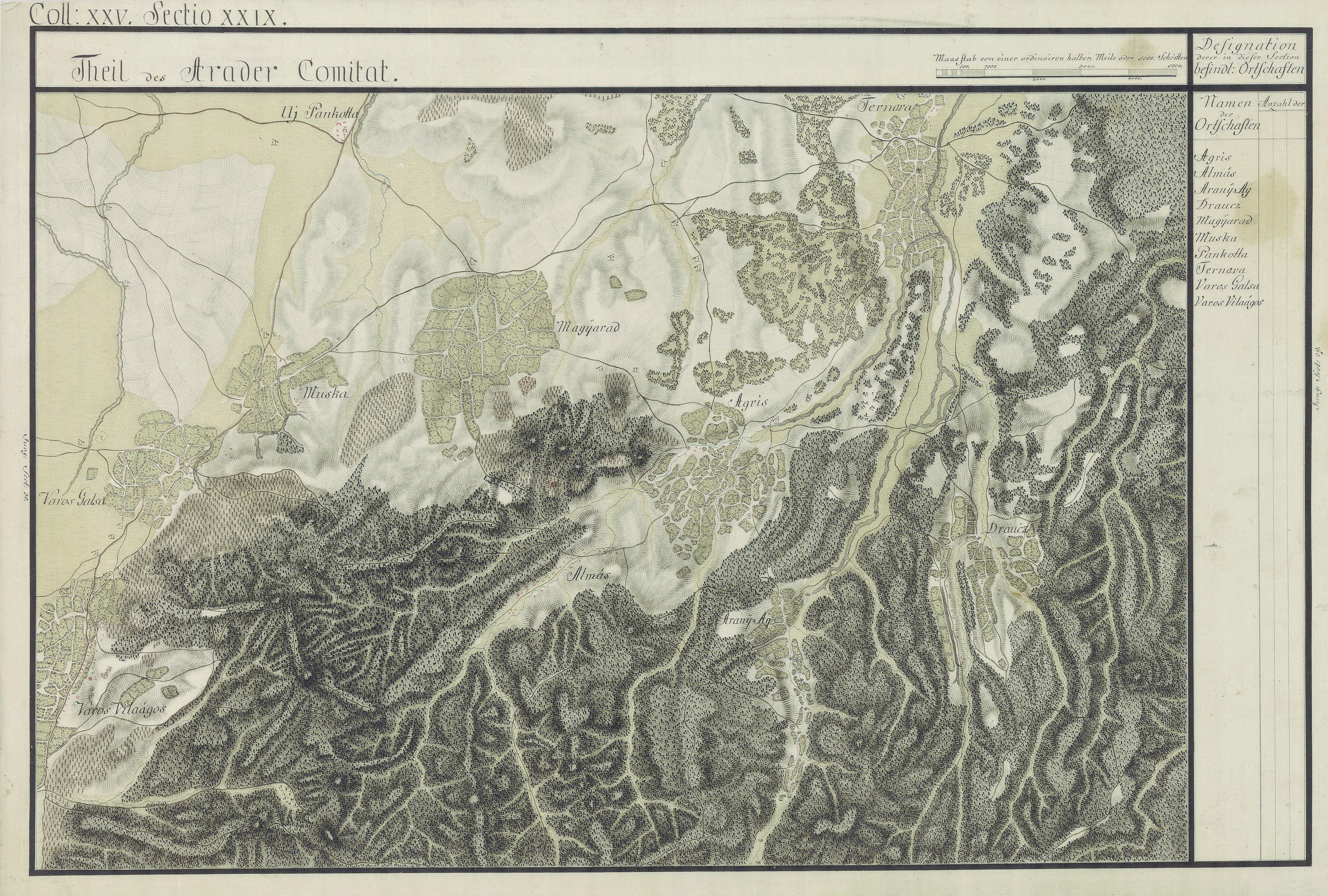
Târnova (Ternava) auf der Josephinischen Landaufnahme von 1782–1785.

Târnova (deutsch Ternova, ungarisch Tornova) ist eine Gemeinde im Kreis Arad, im Kreischgebiet, im Westen Rumäniens. Zu der Gemeinde Târnova gehören auch die Dörfer Agrișu Mare, Arăneag, Chier, Drauț und Dud.

## Geografische Lage
Târnova liegt im Zentrum des Kreises Arad, am Fuße des Zărandu-Gebirges, in 11 km Entfernung von Ineu und 44 km von der Kreishauptstadt Arad.

## Nachbarorte
| Seleuș  | Mocrea                                      | Satu Mic |
| Pâncota | Kompassrose, die auf Nachbargemeinden zeigt | Camna    |
| Măderat | Drauț                                       | Dud      |

## Geschichte
Die erste urkundliche Erwähnung von Thornowa stammt aus dem Jahre 1406.
Im Laufe der Jahrhunderte traten verschiedene Schreibweisen des Ortsnamens in Erscheinung: 
1406–1409 Thornowa,
1490 Thernowa,
1808 Ternová,
1888 Ternova,
1909 Ternova, 1919 Tîrnova.
Der Ortsname setzt sich aus den lateinischen Wörtern Terra und Nova zusammen.
Nach dem Frieden von Karlowitz (1699) kam Arad und das Maroscher Land unter österreichische Herrschaft, während das Banat südlich der Marosch bis zum Frieden von Passarowitz (1718) unter Türkenherrschaft verblieb. Auf der Josephinischen Landaufnahme ist Ternova eingetragen.
Infolge des Österreichisch-Ungarischen Ausgleichs (1867) wurde das Arader Land, wie das gesamte Banat und Siebenbürgen, dem Königreich Ungarn innerhalb der Doppelmonarchie Österreich-Ungarn angegliedert. Die amtliche Ortsbezeichnung war Tornova .
Der Vertrag von Trianon am 4. Juni 1920 hatte die Grenzregulierung zur Folge, wodurch Târnova an das Königreich Rumänien fiel.

## Bevölkerungsentwicklung
| 1880 | 10.151 | 9.853  | 252 | 34 | 12                   |
| 1910 | 13.458 | 12.792 | 539 | 41 | 86                   |
| 1930 | 11.491 | 10.969 | 199 | 21 | 302                  |
| 1977 | 7.748  | 7.544  | 32  | 5  | 167                  |
| 1992 | 6.144  | 5.810  | 29  | 7  | 298                  |
| 2002 | 6.240  | 5.369  | 39  | 2  | 830                  |
| 2021 | 5.625  | 4.274  | 2   | 2  | 1.347 (481 Ukrainer) |